# Vladimir Constantinescu
Vladimir Constantinescu, romunski general, * 1895, † 1965.